# Mystère à Shanghai
Pour plus de détails, voir Fiche technique et Distribution.
Mystère à Shanghai est un film français réalisé par Roger Blanc, sorti en 1950, adapté d'un roman de Stanislas-André Steeman.

## Synopsis
Herbert Aboody, qui dirige une affaire d'import-export à Shanghai, est menacé de mort par un mystérieux « Dragon vert », s'il ne paie pas 50 000 dollars. Sur les conseils de son secrétaire Steve Alcan, il fait appel à Monsieur Wens, l'enquêteur privé, de passage à Shanghai. Mais M. Wens vient juste de retrouver dans cette ville son vieil ami le commissaire Malaise, qui enquête, lui, sur les trafics d'opium.

## Fiche technique
- Titre : Mystère à Shanghai
- Réalisation : Roger Blanc
- Scénario : Jacques de Casembroot et Maurice Griffe d'après le roman La Nuit du 12 au 13 de Stanislas-André Steeman
- Photographie : Enzo Riccioni
- Production : Hans Herwig
- Pays de production : France
- Format : Noir et blanc - Mono
- Genre : policier
- Affiche française : Claire Finel[1]
- Durée : 85 minutes
- Date de sortie : 
  - France : 24 novembre 1950
- Affiche : Claire Finel (France)

## Distribution
- Maurice Teynac : Wenceslas Vorobeïtchik, dit M. Wens
- Paul Bernard : Herbert Aboody
- Ky Duyen : Commissaire Whu
- Pierre Jourdan : Steve
- Robert Lussac : Malaise
- Hélène Perdrière : Floriane Aboody
- Stanislas-André Steeman : Matriche
- Georgette Anys